# 9A-91
El 9A-91 es un fusil de asalto utilizado por las fuerzas policiales rusas.

## Descripción
El 9A-91 es un arma accionada por gas, con cerrojo rotativo de cuatro tetones y que emplea un pistón de recorrido largo situado sobre el cañón. El cajón de mecanismos está hecho de chapa de acero estampada; el guardamanos y el pistolete están hechos de polímero. La culata de acero se pliega sobre el cajón de mecanismos cuando no es utilizada. La manija de carga está soldada al lado derecho del portacerrojo. La palanca del seguro/selector se encuentra en el lado izquierdo del cajón de mecanismos, sobre el guardamonte, permitiendo disparar en modo semiautomático y automático. El alza pivotante está ajustada para alcances de 100 y 200 metros, pero la relativamente corta base de puntería y la empinada trayectoria de la bala subsónica restringe efectivamente al 9A-91 a un alcance de unos 100 metros, al cual el cartucho 9 x 39 es claramente superior en lo que a penetración y poder de parada respecta, que el 9 x 19 Parabellum empleado en subfusiles, o los cartuchos 5,45 x 39 y 5,56 x 45 OTAN empleados por fusiles de asalto compactos tales como el AKS-74U y el HK53.

## Usuarios
- Rusia
- Bielorrusia.[2]
- Mongolia[3]
- Siria[4]